# Lingadahalli (Kaval), Tarikere
Lingadahalli (Kaval) là một làng thuộc tehsil Tarikere, huyện Chikmagalur, bang Karnataka, Ấn Độ.